# Ахмед, Гульзар
Гульзар Ахмед (англ. Gulzar Ahmed; род. 2 февраля 1957, Карачи, Синд) — пакистанский государственный и политический деятель.

## Биография
Его отец Нур Мухаммад работал юристом в Карачи. Гульзар Ахмед получил начальное образование в школе Гулистан в Карачи. Затем получил степень бакалавра гуманитарных наук в Государственном национальном колледже Карачи. Затем получил юридическую степень в Синдском мусульманском юридическом колледже.
18 января 1986 года начал юридическую карьеру в качестве адвоката и вступил в Ассоциацию адвокатов Высокого суда Синда 4 апреля 1988 года. Вступил в Ассоциацию адвокатов Верховного суда Пакистана 15 сентября 2001 года. Был избран почетным секретарем Ассоциацию адвокатов Высокого суда Синда на 1999—2000 годы. Затем стал судьей Высокого суда Синда, а 16 ноября 2011 года был назначен судьёй Верховного суда Пакистана. Входил в состав коллегии из пяти судей, которая отстранила от должности премьер-министра Наваза Шарифа по делу «Панамские документы», написав особое мнение по неконсенсусному решению.
4 декабря 2019 года министерство юстиции уведомило о назначении Гульнара Ахмеда главным судьей Пакистана, после утверждения кандидатуры президентом Арифом Алви. 21 декабря 2019 года принёс присягу председателя Верховного суда Пакистана, после выхода на пенсию Асифа Сайида Хоса.

## Примечание
1. 1 2 3  Dawn.com. Profile: Justice Gulzar Ahmed — the 27th Chief Justice of Pakistan (англ.). DAWN.COM (21 декабря 2019). Дата обращения: 21 декабря 2019. Архивировано 21 декабря 2019 года.
2. ↑  Honourable Mr. Justice Gulzar Ahmed. www.supremecourt.gov.pk. Дата обращения: 16 ноября 2018. Архивировано из оригинала 18 сентября 2018 года.
3. ↑  Law ministry notifies appointment of Justice Gulzar Ahmed as new CJP. Dawn. 4 декабря 2019. Архивировано 9 декабря 2020. Дата обращения: 1 октября 2020.
4. ↑  Justice Gulzar to be sworn in as 27th chief justice of Pakistan on Dec 21 | The Express Tribune. Дата обращения: 1 октября 2020. Архивировано 3 марта 2020 года.